# Станіслав Ян Дунін-Борковський
Станіслав Ян Непомуцен Каєтан Дунін-Борковський  (пол. Stanisław Jan Nepomucen Kajetan Dunin-Borkowski; 3 травня 1782, Руда — 29 грудня 1850) — граф, польський учений-мінералог і геолог, засновник геологічного музею Львівського університету, громадський діяч Галичини і Буковини, літератор, бібліофіл, мандрівник.

## Життєпис
1850 року передав до бібліотеки Львівського університету 5000 томів видань, головним чином з природничих наук.
Похований у крипті каплиці Дунін-Борковських (найстаріша і найцінніша в мистецькому відношенні збережена каплиця Личаківського цвинтаря у Львові), де, окрім фундатора графа Леонарда Вінцентія Дунін-Борковського, рідного брата Станіслава, спочивають його сини від другої дружини графині Ельжбети Красінської: Станіслав (1818—1884) і Северин (1824—1872), племінник Юзеф (1809—1843), поет, еллініст, перекладач.

## Цікаво, що
Дочкою графа Анджея Єжи Дуніна-Борковського була відома українська письменниця Наталена Королева, яка народилася на півночі Іспанії (її повне ім'я Кармен Альфонса Фернанда Естрелія Наталена). До цього старовинного роду польського походження належав ще Василь Дунін-Борковський, генеральний обозний та чернігівський полковник за часів гетьмана Івана Мазепи.